# 加藤国安
加藤 国安（かとう くにやす、1952年 - ）は、漢文学者、名古屋大学名誉教授・二松學舍大学特命教授。

## 略歴
宮城県岩沼市生まれ。1975年東北大学文学部中国文学科卒。1980年同大学院博士後期課程退学、1982年10月愛媛大学教育学部講師、1985年助教授、1997年教育学研究科教授、2007年名古屋大学文学研究科教授。2015年退職、名誉教授、二松學舍大学東アジア学術総合研究所教授、のち特命教授。2001年「庾信論 時代・人・作品考」で京都大学文学博士。

## 著書
- 『漢詩響きあうことば』シード書房 1997
- 『越境する庾信 その軌跡と詩的表象』研文出版 2004
- 『漢詩人子規 俳句開眼の土壌』研文出版 2006
- 『子規蔵書と『漢詩稿』研究 近代俳句成立の過程』研文出版 2014

### 共編著
- 『伊予の陶淵明 近藤篤山』野田善弘共著 研文出版 2004
- 『明治漢文教科書集成』第1期・第2期　編・解説 不二出版 2013

### 訳注
- 許総『杜甫論の新構想 受容史の視座から』研文出版 1996

## 論文
- Cinii

## 注
1. ↑  『漢詩人子規』著者紹介
2. ↑  研究者情報